# Просвет (Светлогорский район)
Просве́т (бел. Прасвет) (до 1 января 1926 года Евтушковичи) — деревня в Давыдовском сельсовете Светлогорского района Гомельской области Республики Беларусь.

## География

### Расположение
В 21 км на юго-запад от Светлогорска, 5 км от железнодорожной платформы Узнаж (на линии Жлобин — Калинковичи), 122 км от Гомеля.

### Гидрография
На западе мелиоративные каналы, соединённые с рекой Ипа (приток реки Тремля).

## Транспортная сеть
Автодорога связывает деревню со Светлогорском. Планировка состоит из прямолинейной улицы с 2 переулками, ориентированной с юго-востока на северо-запад, застройка двусторонняя, деревянная, усадебного типа.

## История
Согласно письменным источникам известна с XVI века как деревня в Речицком повете Минского воеводства Великого княжества Литовского. В 1737 году в составе поместья Липов во владении Горватов. В 1753 году на средства владельца деревни Корсакова построена деревянная Рождества-Богородицкая церковь.
После 2-го раздела Речи Посполитой (1793 год) в составе Российской империи. В 1795 году местечко, почтовая станция. В 1834 году центр Евтушковичского поместья, которое в разные годы принадлежало Горватам, Балицким, Полянским. Помещик Горват в 1843 году владел в деревнях Липов и Евтушковичи 15 820 десятинами земли, водяной мельницей, винокурней и трактиром. Положение крестьян поручик Зверев, посещавший эти места в 1861 году, характеризовал как очень тяжелое. Хозяйка поместья отобрала у жителей волов, лишила права пользования лесом, заставляла выполнять большие повинности. Помещик Полянский владел здесь в 1859 года 280 десятинами земли, а помещик Балицкий в 1868 году 1491 десятиной земли и трактиром. Действовала церковно-приходская школа.
С 20 августа 1924 года до 5 октября 1926 года центр Евтушковичского сельсовета Озаричского района Мозырского округа. В 1930 году жители вступили в колхоз. Во время Великой Отечественной войны в районе деревни в начале июня 1944 года маршал Г. К. Жуков и командующий 1-м Белорусским фронтом генерал армии К. К. Рокоссовский знакомились на передовых позициях с немецкой обороной для определения характера будущих действий советских войск. Согласно переписи 1959 года располагался Дом культуры.

## Население

### Численность
- 2004 год — 52 хозяйства, 125 жителей

### Динамика
- 1795 год — 12 дворов
- 1834 год — 17 дворов
- 1959 год — 263 жителя (согласно переписи)
- 2004 год — 52 хозяйства, 125 жителей